# Terrapin Station (chanson)
Pour les articles homonymes, voir Terrapin.
Pistes de Terrapin Station (album)
Sunrise
(5)
Terrapin Station est une chanson du Grateful Dead publiée dans l'album du même nom le 27 juillet 1977. 
Jouée en concert pour la première fois en concert le 26 février 1977, elle a rapidement été utilisée par le groupe dans leurs légendaires deuxièmes parties de concert, intégrée dans un cycle de chanson. en 1990-1991, elle a eu une suite, la Terrapin Jam, ou la Jam out Terrapin, qui reprend le thème de la coda, mais en propose une autre version. Cette jam est pour le groupe l'occasion d'explorer les possibilités instrumentales permises par le morceau, d'abord pour le groupe dans son ensemble, puis pour Brent Mydland jusqu'à l'été 1990, puis Bruce Hornsby et Vince Welnick par la suite, d'organiser une jam en quatuor, avec Phil Lesh et les batteurs Mickey Hart et Bill Kreutzmann, prélude au célèbre duo de batteries, un des sommets des secondes parties des concerts du Grateful Dead.

## Versions enregistrées sur scènes et publiées
- Dick's Picks : volume 3 (1977), 10 (1977), 15 (1977), 17 (1991), 29 (1977).
- Road Trip : volume 1 n°1 (1979), volume 1 n°2 (1977), volume 3 n°1 (1979), volume 3 n°4 (1980), volume 4 n°2 (1988), Volume 4 n°4 (1982).
- View From The Vault : volume 1 (1990), volume 3 (1990), volume 4 (1987).
- Dave's Picks : volume 7 (1978), volume 12 (1977), Volume 23 (1978).
- To Terrapin: Hartford '77 (1977).
- Winterland June 1977: The complete Recordings.
- The Closing of Winterland (1978).
- Truckin' Up to Buffalo (1989).
- Terrapin Station (1990).
- Dozin' at the Knick (1990).
- July 1978: The Complete Recordings (1978).